# Concili d'Agde
El concili d'Agde fou una reunió de bisbes catòlics celebrada a l'església de Sant Andreu d'Agde el setembre del 506, sota el regnat del rei visigot arrià Alaric II.
Va reunir a 24 bisbes del regne visigot i deu delegats d'altres bisbes que no hi podien assistir (entre els quals el de Narbona Caprari, que fou representat per Anili, Òptim, diaca enviat per Lleonci de Gavaldà, i un representant del bisbe de Tours), sota presidència l'arquebisbe Cesari d'Arle, segurament vicari papal. Els bisbes venien de Turena, les tres províncies d'Aquitània (entre els quals els metropolitans de Bordeus, Eauze i Bourges, i el bisbe Sabí d'Albi), la Narbonesa, i la Provença, i d'Avinyó i algunes viles de l'esquerra del Roine que Teodoric el Gran en la seva condició de rei d'Itàlia havia cedit als visigots després d'haver-les conquerit als burgundis. Els bisbes de Septimània que hi van anar foren: Heracli de Tolosa, Sofroni d'Agde, Sedat de Nimes, Matern de Lodeva i Porbaci d'Uzès; Besiers potser tenia la seu vacant; un bisbe anomenat Pere de la seu de Palatio, no ha estat identificat, i Palatio és esmentada al segle xi com un lloc a la vora de Besiers, però molts autors suposen a Pere bisbe de Llemotges. Carcasona, Magalona i Elna no eren encara seus episcopals.
El seu objectiu era regular al regne visigot l'estatut disciplinari i temporal de l'església catòlica. Els bisbes després de pregar pel rei, van prendre la decisió només començar, de fer un nou concili l'any següent a Tolosa.
Es van establir 47 cànons sobre disciplina eclesiàstica, ordenació de clergues, ordenació de bisbes, administració del baptisme als jueus convertits, prohibició d'assistir a les festes jueves i altres matèries. El casament entre cosins va ser prohibit.